# 雪象站
雪象站是一個深圳地铁10号线的地铁车站，位于深圳市龙岗区中浩二路与中浩一路交叉口，于2020年8月18日启用。

## 車站結構
雪象站为地下三层单柱双跨（局部双柱三跨）钢筋混凝土结构，地下一层为站厅层，地下二层为设备层，地下三层为站台层。
| 地面              | -              | 出入口                                                                                                |
| 地下一层          | 站厅           | 客务中心、商铺、售票机、自动柜员机                                                                    |
| 地下二層          | 设备层（部分） | （不对外开放）                                                                                        |
| 地下三层          | 月台           | \| \| \| 10號線往福田口岸（岗头） \| \| 島式 · 開左邊车门 \| \| \| \| \| \| 10號線往双拥街（甘坑） \| |
|                   |                | 10號線往福田口岸（岗头）                                                                              |
| 島式 · 開左邊车门 |                | |
|                   |                | 10號線往双拥街（甘坑）                                                                                |

雪象站設有一組島式月台，另於大堂層設有5個出入口。

## 出口
雪象站共設有5個出口，规划有11个出入口。
| 出口编号          | 建议前往的目的地 |
| ----------------- | ---------------- |
| 出口 · A          | 中浩一路         |
| 出口 · B          | 中浩一路         |
| 出口 · C          | 中浩二路         |
| 出口 · D          | 中浩一路         |
| 出口 · E          | 中浩一路         |
| 註： 設有 \| 設有 |                  |

## 歷史
地鐵雪象站於2013年首次提出興建，规划时期称作“雪象北站”，并在2015年動工，随10號線一併在2020年8月啟用。

## 未來發展
按照深圳地鐵10號線東延方案，該線將由雙擁街站延伸並穿越東莞市鳳崗鎮，再返回深圳並以黃閣坑站為終點。在延伸段建成後，此站佈局如下：
| 地面              | -              | 出入口                                                                                                |
| 地下一层          | 站厅           | 客务中心、商铺、售票机、自动柜员机                                                                    |
| 地下二層          | 设备层（部分） | （不对外开放）                                                                                        |
| 地下三层          | 月台           | \| \| \| 10號線往福田口岸（岗头） \| \| 島式 · 開左邊车门 \| \| \| \| \| \| 10號線往黄阁坑（甘坑） \| |
|                   |                | 10號線往福田口岸（岗头）                                                                              |
| 島式 · 開左邊车门 |                | |
|                   |                | 10號線往黄阁坑（甘坑）                                                                                |

## 接駁交通
| 编号 | 编号       | 线路           | 线路 | 线路                       | 收费  | 运营商   | 备注          |
| ---- | ---------- | -------------- | ---- | -------------------------- | ----- | -------- | ------------- |
|      | 334        | 坂田雪象村总站 | ⇆    | 创新科技中心公交首末站     | 2–8元 | 西部四分 |               |
|      | 339        | 吉华公交场站   | ⇆    | 深铁金融科技大厦公交首末站 | 2–9元 | 西部四分 |               |
|      | M543       | 坂田雪象村总站 | ⇆    | 石龙公交场站               | 2元   | 西部四分 | 原 B693       |
|      | 高峰专线34 | 坂田雪象村总站 | ⇆    | 创新科技中心公交首末站     | 2–8元 | 西部四分 | 原 高快巴士34 |